# デュプレクス (装甲巡洋艦)

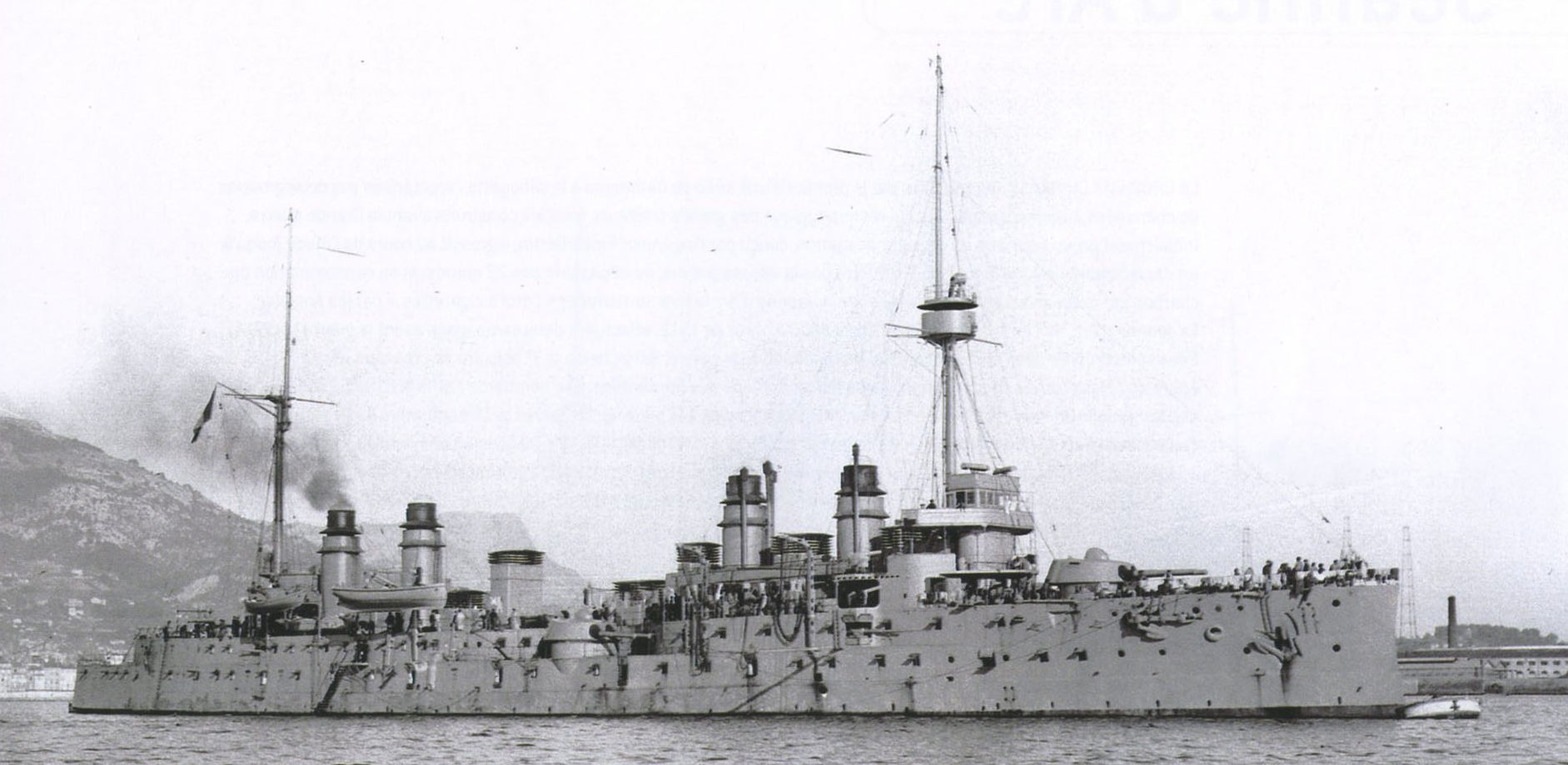

デュプレクス（Dupleix）はフランス海軍の装甲巡洋艦。デュプレクス級。艦名となっているデュプレクスはインド総督を務めた人物である。

## 艦歴
ロシュフォール工廠（Arsenal de Rochefort）で建造。1899年1月18日起工。1900年4月28日進水。1902年8月22日、試験中に缶室で逆火が発生し、7名が重度のやけどを負った。1903年9月15日就役。ロシュフォールは「デュプレクス」を建造するには狭く、その後もフランス装甲巡洋艦は大型化していったため、「デュプレクス」は同地で建造された最後の主要艦艇となった。
「デュプレクス」は1905年9月まで大西洋部隊（Division de l’Atlantique）旗艦を務め、アゾレス諸島や西アフリカ、アメリカ大陸を訪れた。シェルブールで数年間予備役に置かれた後、「デュプレクス」は極東配備となり、1910年11月12日にシェルブールより出発。以後、第一次世界大戦勃発までサイゴンを拠点とし、また装甲巡洋艦「モンカルム」が派遣されてくるまで極東海軍部隊（Division navale de l’Extrême-Orient）旗艦を務めた。

### 第一次世界大戦
日本にあった「デュプレクス」は1914年8月5日に香港に到着してイギリスの中国艦隊に加えられ、戦艦「トライアンフ」などとともに青島の監視および石炭船、商船の出航阻止任務に従事した。日本の参戦後、「デュプレクス」はマラッカ海峡の哨戒部隊に加えられた。9月下旬、「デュプレクス」はスエズ行き船団護衛のためコロンボへ向かった。
1915年5月、「デュプレクス」はダーダネルス艦隊（Escadre des Dardanelles）に加わった。5月26日、「デュプレクス」はボドルム沖で砲火を受け、また港を砲撃した。このとき「デュプレクス」は死者27名、負傷者11名を出した。「デュプレクス」は装甲巡洋艦「クレベ」、「ブリュイ」、「ラトゥーシュ・トレヴィル」とともにミティリニ島を拠点として小アジア沿岸の封鎖に従事した。8月21日、スミュルナ沖で行われたスブラ湾上陸のための陽動作戦で戦艦「シャルルマーニュ」を掩護した。
1916年9月、「デュプレクス」はダカール配備の部隊に加わった。1917年10月15日、「デュプレクス」はブレストで予備役となった。
1919年5月1日退役。9月27日除籍。1922年に解体のため売却された。

## 要目
- 排水量：7700トン[1][16]
- 長さ：全長132.10m、垂線間長130.00m[1]
- 幅：水線幅17.8m[1]
- 機関：ベルヴィール缶24基、直立4気筒3段膨張機関、3軸[17]
- 速力：21ノット（設計）[1]
- 装甲：装甲帯102mm（最大）、甲板22/50mm、164mm砲塔110mm、司令塔120mm[1]
- 兵装：M1893-96 45口径16cm砲8門（連装）[19]、M1893 45口径100mm速射砲4門（単装）、M1885 40口径47mm速射砲10門（単装）、37mm速射砲4門、450mm水上魚雷発射管2門、魚雷6本[20]